# Maria Heßberger
Maria Heßberger, auch Hessberger (geborene Bertha oder Berta; * 10. Juli 1870 in Fulda; † 28. Mai 1944 ebenda), war eine deutsche Politikerin (Zentrum).

## Leben
Maria Heßberger wurde als Tochter eines Wachsfabrikanten geboren. Nach dem Besuch der Höheren Mädchenschule heiratete sie und zog nach Berlin, wo sie sich in der katholischen Frauenbewegung engagierte. Sie zählte 1909 zu den Gründungsmitgliedern des Berliner Landesverbandes des Katholischen Deutschen Frauenbundes (KDFB) und wurde zu dessen Vorsitzenden gewählt. Des Weiteren war sie stellvertretende Vorsitzende des KDFB-Zentralvorstandes. Während ihrer Tätigkeit als Verbandsfunktionärin eröffnete sie 1917 eine Soziale Frauenschule in Berlin. Nach dem Tod von Hedwig Dransfeld 1925 übernahm sie den Vorsitz des Arbeitsausschusses „Frauenfriedenskirche“. 1932 war sie an der Planung und Errichtung des Frauenbundhauses in Berlin beteiligt.
Heßberger trat in die Zentrumspartei ein und war von 1919 bis 1921 Mitglied der Verfassunggebenden Preußischen Landesversammlung. Im Anschluss wurde sie als Abgeordnete in den Preußischen Landtag gewählt, dem sie ohne Unterbrechung bis 1932 angehörte.
Maria Heßberger war mit dem Berliner Staatsbeamten Karl Heßberger verheiratet und hatte eine Tochter. Der hessische Industrielle Ludwig Bellinger war ihr Schwiegersohn.